# Ostasienspiele/Badminton
Badminton gehört bei den Ostasienspielen zu den Sportarten, die nicht ständig im Programm der Spiele waren. Bei der Premiere der Spiele 1993 und der folgenden Austragung waren fünf Badmintondisziplinen im Wettkampfprogramm, 2001 und 2005 dagegen gar keine. 2009 wurde Badminton wieder in den Plan der Spiele aufgenommen und sogar um zwei zusätzliche Mannschaftsdisziplinen erweitert.

## Die Sieger
| Saison    | Herreneinzel | Dameneinzel   | Herrendoppel                  | Damendoppel                 | Mixed                      | Team (M)     | Team (F)     |
| --------- | ------------ | ------------- | ----------------------------- | --------------------------- | -------------------------- | ------------ | ------------ |
| 1993      | Liu Jun      | Shen Lianfeng | Jiang Xin Yu Qi               | Kim Shin-young Shon Hye-joo | Chen Xingdong Sun Man      | China        | China        |
| 1997      | Fung Permadi | Lee Joo Hyun  | Lee Dong-soo Yoo Yong-sung    | Zhang Jin Peng Xinyong      | Lee Dong-soo Yim Kyung-jin | Südkorea     | China        |
| 2009      | Choi Ho-jin  | Yip Pui Yin   | Hu Chung-shien Tsai Chia-hsin | Zhang Dan Zhang Zhibo       | Zhang Yawen Tao Jiaming    | China        | China        |
| 2013      | Du Pengyu    | Han Li        | Lee Sheng-mu Tsai Chia-hsin   | Ou Dongni Tang Yuanting     | Xu Chen Ma Jin             | China        | China        |
| 2017 2021 | keine Spiele | keine Spiele  | keine Spiele                  | keine Spiele                | keine Spiele               | keine Spiele | keine Spiele |